# 忠心崙
忠心崙，是臺灣屏東縣內埔鄉的一個傳統地域名稱，位於該鄉南部。相較於今日行政區，其範圍大致包括內田村西南半部、內埔村西南部、興南村南端、和興村、美和村。

## 歷史
台灣日治初期，忠心崙地區為一街庄，稱為「忠心崙庄」，隸屬於港西下里。該庄北與老東勢庄、內埔庄為鄰，東邊、東南邊及南邊分別隔東港溪與五溝水庄、四溝水庄、萬巒庄為界，西邊為頓物庄、二崙庄、老北勢庄。
1901年（日治明治三十四年）11月，全台設置二十廳，該庄隸屬於阿猴廳（1903年改稱阿緱廳）。1909年（明治四十二年）10月，合併二十廳為十二廳，該庄仍隸屬於阿緱廳。1920年（大正九年），廢十二廳改設五州二廳，該庄改制為「忠心崙」大字，隸屬於高雄州潮州郡內埔庄。
戰後內埔庄改制為內埔鄉，隸屬於高雄縣，大字亦改制為村。1950年高、屏分治，內埔鄉改隸屬於屏東縣。

## 聚落
該地區發展較早的聚落有忠心崙、羅經圈、下樹山、牛埔、加東樹下等，在日治期初期的官方地圖上已有記載。

## 交通
- 省道台1線
- 縣道187號

## 學校
- 美和科技大學
- 內埔國小
- 僑智國小

## 廟宇
- 內埔忠勇祠